# Lahti L-39
Súng trường chống tăng Lahti L-39 (20 pst kiv/39 "Norsupyssy") cỡ nòng 20mm do Phần Lan thiết kế chế tạo và sử dụng trong Thế chiến thứ hai. Súng có hỏa lực mạnh, độ chính xác cao, tầm bắn xa nhưng kích thước và trọng lượng gây khó khăn cho việc vận chuyển. Súng có biệt danh là "Súng săn voi" ("Norsutykki"), tuy nhiên do tốc độ phát triển của thiết giáp quá nhanh, thậm chí ngay cả súng và các súng trường chống tăng cỡ nòng lớn khác ngày càng trở nên kém hiệu quả. Súng được chuyển sang sử dụng cho các nhiệm vụ khác như bắn tỉa tầm xa, quấy nhiễu đội hình thiết giáp đối phương hay phòng không lâm thời.

## Lược sử thiết kế
Bắt đầu từ năm 1934, Phần Lan tiến hành nghiên cứu thiết kế súng trường chống tăng cỡ nòng trung, sử dụng đạn 13.2mm. Nhà thiết kế vũ khí nổi tiếng Aimo Johannes Lahti (1896 - 1970)-John Moses Browning của Phần Lan đã nghi ngờ về tính hiệu quả của loại đạn này. Ông bắt đầu thiết kế một mẫu khác sử dụng loại đạn 20mm.
Các sĩ quan quân đội Phần Lan thích vũ khí chống tăng cỡ nòng nhỏ hơn tin rằng sơ tốc của đạn 20 mm không đủ để xuyên giáp xe tăng, và loại có tốc độ bắn cao hơn dùng cỡ đạn nhỏ hơn sẽ hiệu quả hơn. Kết quả là nhà thiết kế Lahti đã thiết kế cả hai loại vũ khí chống tăng: súng máy chống tăng (L-35/36) 13,2mm và súng trường chống tăng (L-39) dùng đạn 20mm. Ban đầu, đạn của các hãng Madsen và Bofors được cân nhắc sử dụng, nhưng sau đó do sức xuyên yếu nên bị loại. Đạn xuyên 20x113mm do Lahti thiết kế dành riêng cho súng được chọn vào tháng 5 năm 1939.
Sau khi bắn thử nghiệm bằng mục tiêu là tấm giáp dày 30mm vào mùa hè năm 1939, súng trường 20 mm đạt hiệu quả chống tăng cao hơn hẳn súng máy 13.2mm.
Nhưng Phần Lan đã bỏ phí quá nhiều thời gian cho các tranh cãi và thử nghiệm. Mùa hè năm 1939, L-39 chiến thắng trong cuộc thử nghiệm. Tháng 9 năm 1939, quân đội đặt hàng 410 khẩu từ nhà máy quân khí VKT, nhưng đã quá muộn vì Cuộc chiến mùa Đông xảy ra chỉ vài tháng sau đó. Lô súng đầu tiên và toàn bộ về sau này thay đổi loại đạn thành 20x138mmB Rheinmetall-Borsig/Solothurn để phù hợp với đạn súng phòng không 20mm mà Phần Lan đang sử dụng lúc đó. Điều này làm việc tiếp tế đạn dược dễ dàng hơn. Ngoài ra, sử dụng đạn 20x138mmB đạt hiệu quả sơ tốc tốt hơn đạn 20x113mm do lượng thuốc phóng nhiều hơn.

## Lược sử tham chiến

### Cuộc chiến mùa Đông
Trong suốt Cuộc chiến mùa Đông, Phần Lan luôn thiếu vũ khí chống tăng. Chỉ có hai khẩu súng trường 20 mm và ba khẩu súng máy 13,2 mm được đưa ra tiền tuyến. Cuộc chiến vô cùng ác liệt. Nhà máy quân khí VKT phải tập trung hoàn toàn cho công tác sửa chữa vũ khí, do đó không đủ năng lực sản xuất. Hợp đồng 410 khẩu L-39 bị đình hoãn đến sau khi Cuộc chiến mùa Đông kết thúc.
Trong suốt cuộc chiến, súng máy 13,2 mm không mấy hiệu quả và không đáng tin cậy trước thiết giáp Liên Xô, trong khi súng trường 20 mm tỏ ra rất hiệu quả. Bởi vậy, Phần Lan cuối cùng đã quyết tâm triển khai sản xuất súng trường chống tăng L-39.
Súng cũng được sử dụng trong chiến thuật chống bắn tỉa "Cold Charlie": Lính Phần Lan dựng một hình nộm mặc đầy đủ quân phục sĩ quan, lính bắn tỉa Liên Xô khi phát hiện ra nó sẽ ngắm bắn vì tưởng là người thật, làm lộ vị trí của chính mình, và lính bắn tỉa Phần Lan sẽ sử dụng Lahti L-39 bắn lính bắn tỉa Liên Xô.

### Cuộc chiến Nối tiếp
Mặc dù L-39 không thể bắn xuyên giáp các xe tăng T-34 và KV-1 của Liên Xô, nó vẫn tỏ ra khá hiệu quả đối với các xe tăng hạng nhẹ, binh lính địch trong lỗ châu mai của lô cốt, mục tiêu tầm xa, và thậm chí cả máy bay. Một phiên bản có máy súng hoàn toàn tự động của L39 là L-39/44 đã được sản xuất với số lượng nhỏ cho mục đích phòng không. Các mục tiêu hữu hiệu khác của L-39 là xạ thủ bắn tỉa, và một vài điểm yếu của xe tăng như cửa nóc tháp pháo, đặc biệt khi sử dụng đạn phosphor. Xạ thủ có kinh nghiệm thậm chí có thể gây thiệt hại nặng cho tháp pháo xe tăng hay làm kẹt hệ thống quay tháp pháo.
L-39 nặng nề gây khó khăn khi mang vác trên chiến trường. Hộp tiếp đạn của súng rất nặng, thận chí khi không nạp đạn còn nặng hơn cả hộp tiếp đạn tròn lắp đủ 71 viên (nặng gần 2 kg) của súng ngắn liên thanh (tiểu liên) Suomi M-31. Toàn bộ thân súng và giá súng nặng khoảng 50 kg, thường do ngựa kéo hoặc được mang vác bởi vài binh lính. Một tổ hai người phụ trách tác xạ mỗi khẩu L-39, gồm: xạ thủ và tiếp đạn. Một số khẩu thậm chí đã bị vứt bỏ khi quân Phần Lan rút lui chỉ vì trọng lượng của chúng. Tuy nhiên binh lính dễ dàng được trang bị lại một khẩu mới nguyên khi trở về hậu tuyến. Đến cuối cuộc chiến tranh, khoảng 1,850 khẩu L39 được sản xuất bởi nhà máy quân khí VKT (Valtion Kivääritehdas - thành phố Jyväskylä, ngày nay là nhà máy Patria) và chuyển ra chiến trường.

### Sau Thế chiến thứ hai
Một số khẩu L-39 vẫn còn được sử dụng sau Thế chiến thứ hai với chức năng bắn máy bay trực thăng, trong khi nhiều khẩu khác đã được bán cho các nhà sưu tập, chủ yếu là ở Hoa Kỳ. Ngày nay, Lahti L-39 khá hiếm và có giá trị trong giới sưu tập, đặc biệt là những khẩu còn bắn tốt. Một số khẩu bị bịt buồng đạn (một thanh thép hàn vào trong buồng đạn) đã được sửa chữa lại do giá trị của súng. Đạn rất khan hiếm. Thông thường súng được đổi buồng đạn và nòng thành 12.7mm, sử dụng đạn .50 BMG để hạ thấp chi phí sử dụng. Tại Hoa Kỳ, người ta vẫn đạt được quyền sở hữu dân sự đối với L-39, tùy thuộc vào luật pháp từng bang và liên bang. Bởi vì súng bắn đạn lớn hơn đạn.50 BMG nên được coi là "thiết bị phá hủy" theo Luật Vũ khí Quốc gia năm 1934. Quyền sở hữu dân sự phải phụ thuộc vào luật này và luật cấm sở hữu "thiết bị phá hủy" của bang nơi người muốn sở hữu sinh sống.

## Cơ cấu hoạt động, tính năng kĩ chiến thuật
Lahti L-39 là súng trường chống tăng bán tự động cỡ nòng lớn, áp dụng cơ chế trích khí. Ống dẫn khí thuốc phóng nằm bên dưới nòng, lỗ trích khí có van điều tiết thủ công.
Bộ phận hãm cụm kim hỏa được lắp trực tiếp trên cụm kim hỏa. Bình thường, hãm cụm kim hỏa bị bệ khóa nòng nâng lên cao, mắc vào khe hãm ở mặt trên khoang máy của bệ khóa nòng. Sau khi bắn, thoi đẩy và khóa nòng (khối lùi) lao về sau làm hãm cụm kim hỏa hạ xuống, rời khỏi vị trí hãm. Cụm kim hỏa không bị giữ chuyển động về phía sau theo khóa nòng. Một đặc điểm bất thường của Lahti L-39 là khóa nòng vẫn ở vị trí mở sau khi bắn, làm nòng hạ nhiệt nhanh hơn. Tuy nhiên máy súng vẫn là kiểu bắn khi khóa nòng đóng. Xạ thủ phải mở lẫy giữ bằng cần quay nhả khóa nòng bên phải thân súng để giải phóng cho khóa nòng và cụm kim hỏa lao về trước. Điều này làm giảm cảm giác giật phản hồi của súng, cùng với chức năng tăng tốc làm nguội nòng.
Đạn được móc tự động vào buồng bởi bộ phận xoay móc đạn. Hộp tiếp đạn của L-39 rất to, nặng 3.37 kg không đạn, 6.7 kg khi lắp đủ 10 viên. Hộp tiếp đạn được lắp vào cửa nạp nằm ở mặt trên bệ khóa nòng, vỏ đạn bị hất ra từ cửa hất vỏ đạn nằm ở mặt dưới.
Súng có bộ phận tản giật dài ở đầu nòng, với năm cửa chia khí mỗi bên. Đệm tì má và đệm đế báng có lò so ở báng súng làm giảm sức giật phản hồi lên xạ thù. Dù vậy, sức giật của L-39 vẫn rất mạnh. Bộ phận giá súng để tăng độ ổn định khi ngắm và bắn, thiết kế rất đặc biệt, bao gồm hai đôi chân. Một đôi có đế trụ nhọn dùng cho mặt đất cứng, một đôi có đế dạng ván trượt dùng cho nền đất mềm hoặc mặt tuyết.
Lahti L-39 sử dụng các loại đạn: xuyên, xuyên - vạch đường, xuyên phá - vạch đường, nổ phá - vạch đường, và phosphor. Hai loại xuyên và xuyên - vạch đường tuy phổ biến nhưng ngày càng trở nên yếu thế trước các loại xe tăng hạng trung và hạng nặng của Liên Xô và Đức. Các loại xuyên phá - vạch đường, nổ phá - vạch đường và phosphor được bộ binh Phần Lan sử dụng rất hiệu quả trước quân Liên Xô. Các mục tiêu của L-39 sử dụng ba loại đạn này bao gồm máy bay đỗ hoặc đang cất, hạ cánh trên đường băng, lỗ châu mai, phương tiện quân sự không bọc thép hoặc bọc thép hạng nhẹ,... Đạn phosphor bắn ra với tốc độ rất cao còn được dùng để đốt những khu rừng có quân Liên Xô trú đóng. Tuy nhiên, các loại đạn này rất ít trang bị cho xạ thủ L-39, chủ yếu được dùng cho vũ khí phòng không.
Khả năng xuyên của đạn 20x138mmB bắn từ súng trường chống tăng L-39 có thể tham khảo bảng dưới đây:

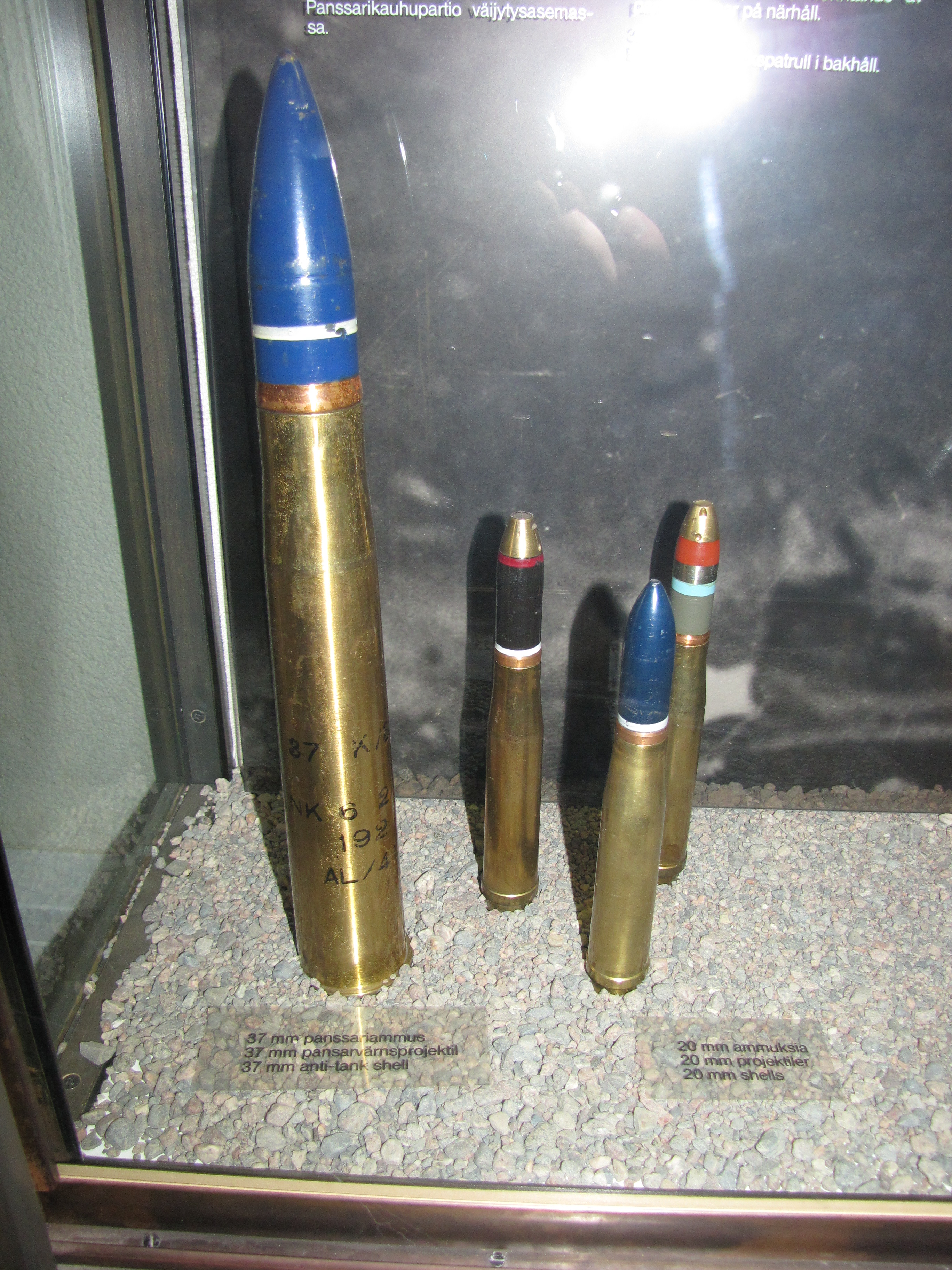
Ba viên đạn nhỏ ở bên phải, trong đó viên đánh dấu đỏ - đen - trắng ở đầu đạn là đạn xuyên - vạch đường 20 tkrv-Vj2 20x138mmB dành cho súng trường chống tăng Lahti L-39.

| Cự li   | X | Góc chạm | X | Khả năng xuyên lý thuyết | X | Khả năng xuyên thực |
| ------- | - | -------- | - | ------------------------ | - | ------------------- |
| 300 m   |   | 60 độ    |   | 20 mm                    |   | 20 mm               |
| 500 m   |   | 60 độ    |   | 16 mm                    |   | 15 mm               |
| 1,000 m |   | 60 độ    |   | 12 mm                    |   | 9 mm                |

| Cự li   | X | Góc chạm | X | Khả năng xuyên |
| ------- | - | -------- | - | -------------- |
| 100 m   |   | 70 độ    |   | 28 mm          |
| 200 m   |   | 70 độ    |   | 25 mm          |
| 300 m   |   | 70 độ    |   | 23 mm          |
| 400 m   |   | 70 độ    |   | 21 mm          |
| 500 m   |   | 70 độ    |   | 18 mm          |
| 600 m   |   | 70 độ    |   | 17 mm          |
| 800 m   |   | 70 độ    |   | 13 mm          |
| 1,000 m |   | 70 độ    |   | 10 mm          |
| 1,500 m |   | 70 độ    |   | 6 mm           |